# Podigrac
Podigrac je naselje v Občini Kungota.